# استان‌های یونان
- آتیک
- اژهٔ جنوبی
- اژهٔ شمالی
- اپیروس
- پلِپونِز
- تسالی
- جزایر ایونی
- کرت
- مقدونیه
- مقدونیه غربی
- مقدونیه شرقی و تراکیه
- مقدونیه مرکزی
- یونان غربی
- یونان مرکزی